# Démographie du Japon
La démographie du Japon se caractérise par un des taux de natalité les plus bas du monde. Le Japon comptait 123,8 millions d'habitants en 2024. Durant l'année 2024, le solde « naturel » négatif atteint 919 237 personnes. 
Depuis son pic historique de 128,1 millions d'habitants atteint en 2010, la population du pays a baissé de 4,3 millions d'habitants. L'espérance de vie y est la plus élevée au monde puisqu'elle était estimée en 2008 à 85,59 ans pour les femmes et à 78,73 ans pour les hommes, mais les naissances y sont très faibles et en baisse.
La population du Japon est en décroissance démographique depuis 2010. Cet effondrement démographique serait dû à un accroissement du coût de la vie, au manque de crèches, à un financement des études très élevé, à un marché de l'emploi instable pour la moitié des hommes trentenaires et au fait que les jeunes femmes veulent travailler et ne cherchent plus automatiquement à se marier et préfèrent vivre seules alors que les naissances hors mariage restent très faibles.

## Évolution récente
Le Japon comptait 125 929 817 habitants en 2020 avec un des taux de natalité les plus bas du monde.
L'archipel perd actuellement environ 500 000 habitants par an. Cette chute s'accélérant à l'avenir pour faire tomber la population à moins de 85 millions en 2050. En effet, près de 35 % de la population aura plus de 60 ans fin 2018, soit plus de 90 ans fin 2048. Selon les projections, la population du Japon devrait se stabiliser autour de 80 millions d'habitants autour de 2100.
À la fin de 2022, le Japon comptait 123,3 millions d'habitants. Durant l'année 2022, le solde « naturel » négatif atteint 782 305 personnes : 1,58 million de décès (+9 %) moins 799 728 naissances (-5,1 %). Depuis son pic de 128,1 millions d'habitants atteint en 2009, la population du pays a baissé de 4,8 millions d'habitants.
La forte progression des décès peut être attribuée en partie à la pandémie de Covid-19, qui a causé depuis son début 583 décès par million d'habitants ; la pandémie a également causé une chute du nombre de mariages, qui peut expliquer en partie la baisse des naissances. La baisse du nombre annuel de naissances ayant commencé dès le milieu des années 1970, le nombre de femmes en âge d'avoir des bébés ne cesse de fondre. En 2022, le pays compte près de 13 millions de femmes âgées entre 20 et 39 ans, mais la génération âgée de 0 à 19 ans, qui concevra des bébés dans le futur, ne compte plus que 9,7 millions de filles.
D'après l'historien Christian Kessler, de plus en plus de jeunes femmes, mais aussi de jeunes hommes, vivent repliés sur eux-mêmes, dans l'imaginaire des animés, si bien que certains observateurs parlent d'une société « sans sexe ». Pour Kessler, ce changement sociétal majeur s'inscrit dans la lignée du phénomène des otaku, qui ne sortent plus de chez eux et restent confinés des jours et des semaines sans voir personne, ne s'entretenant qu'avec des poupées ou des robots.

## Évolution au cours des derniers siècles
La taille de la population japonaise vers 1600, c'est-à-dire à l'instauration du shogunat Tokugawa, n'est pas connue avec certitude. Elle a été longtemps estimée à 18 millions d'habitants, mais le consensus est aujourd'hui une estimation à environ 12 millions d'habitants.
Le shogunat effectue des recensements périodiques tous les 6 ans à partir de 1721, et la plupart ont été conservés. Ces recensements n'incluent pas toutes les catégories de la population (il y manque en particulier les guerriers, les nobles et leurs serviteurs, les enfants, les marginaux eta et hinin). Il est estimé généralement que le tableau suivant donne donc 80 % de la population japonaise à chaque recensement, ce qui permet d'extrapoler la population totale. Les chiffres présentés ici ne tiennent pas compte de la non-représentation des classes sus-mentionnées :
| Date | Habitants       |
| ---- | --------------- |
| 1721 | 26 065 425      |
| 1726 | 26 584 998      |
| 1732 | 26 921 816      |
| 1738 | données perdues |
| 1744 | 26 153 450      |
| 1750 | 25 917 830      |
| 1756 | 26 070 712      |
| 1762 | 25 921 458      |
| 1768 | 26 252 057      |
| 1774 | 25 990 451      |
| 1780 | 26 010 600      |
| 1786 | 25 086 466      |
| 1792 | 24 891 441      |
| 1798 | 25 471 033      |
| 1804 | 25 621 957      |
| 1810 | données perdues |
| 1816 | données perdues |
| 1822 | 26 602 110      |
| 1828 | 27 201 400      |
| 1834 | 27 063 907      |
| 1840 | données perdues |
| 1846 | 26 907 625      |

## Structure et évolution de la population

Évolution démographique du Japon depuis l'an 500.

La densité de population est élevée avec 339,7 hab./km2 sur l'ensemble du Japon en 2009 et de 1 523 hab./km2 en ne considérant que les zones habitables[réf. nécessaire]. Plus de 50 % de la population vit sur 2 % du pays (estimation juillet 1993), 92 % des habitants vivent en zone urbaine.
Depuis 2005, la population japonaise a entamé sa décroissance. En 2009, la population a baissé de 183 000 personnes. Dans le même temps, la population vieillit : le nombre de Japonais de plus de soixante-cinq ans a augmenté de 789 000, atteignant 22,7 % de la population, alors que le nombre de jeunes de moins de quatorze ans a baissé de 165 000.
La décroissance de la population s'accentue, avec des baisses de 219 000 et 244 000 personnes en 2012 et 2013, soit environ 0,2 % par an.
En 1950, le Japon était le 5e pays le plus peuplé du monde (derrière la Chine, l'Inde, l'URSS et les États-Unis). Depuis, le pays a perdu six places et se retrouve aujourd'hui 11e. En 2050, le Japon pourrait n'être plus que 17e.
Selon une étude du Ministère de la Santé, du Travail et des Affaires sociales de janvier 2012, la population japonaise devrait passer sous la barre des 100 millions d'habitants d'ici 2048, et approcher les 86 millions en 2060.
| Année            | Population       | Variation   |
| ---------------- | ---------------- | ----------- |
| 2010             | 128 057 352      |             |
| 2015             | 127 094 745      | - 962 607   |
| 2020             | 126 146 099      | - 948 646   |
| 2024             | 123 802 000      | - 2 344 099 |
| Variation totale | Variation totale | - 4 255 352 |

### Recensement national
Une première approche de recensement national  le registre des familles, a été mise en place au Japon, en 1872, par le gouvernement de Meiji, premier gouvernement national de l'empire du Japon. Le premier recensement national de la population japonaise a été réalisé en 1920, suivant les directives d'une loi promulguée en 1902. Une enquête démographique a été effectuée tous les cinq ans depuis. La loi sur les statistiques de 1947, révisée en 2007, précise les modalités du processus de rencensement et du traitement des données, et fixe à tous les dix ans la périodicité du recensement à grande échelle. En 2015, le recensement national a été conduit par le bureau des statistiques du ministère des Affaires intérieures et des Communications ; il a mobilisé 700 000 agents recenseurs dans tout le pays. Le questionnaire utilisé pour la récolte des informations a aussi été diffusé via Internet, afin d'améliorer le taux de réponses, en diminution du fait, notamment, de la généralisation des dispositifs de contrôle d'accès physique à l'intérieur des habitations collectives,.
Du recensement de 1920 jusqu'à celui de 2010, les estimations publiées font apparaître un accroisement continu de la population du Japon : de 55 963 000 en 1920 à 128 057 000, 90 ans plus tard. Durant la période de guerre des années 1940, les pertes masculines sont largement compensées par l'augmentation de la population féminine. L'enquête démographique de 2015 dénombre 127 095 000 habitants, ce qui correspond à une diminution de 0,75 % de la population, soit une baisse moyenne annuelle de 0,15 % sur cinq années. Le recensement de 2020 confirme cette baisse.
En 2015, la préfecture la plus peuplée de l'archipel est celle de Tokyo (13 515 000 habitants, soit 10,6 % de la population japonaise), devant les préfectures de Kanagawa (9 126 000 habitants) et d'Osaka (8 839 000 habitants). La moins peuplée est la préfecture de Tottori (589 000 habitants). Parmi les 47 préfectures, les neuf premières rassemblent 53,9 % de la population du pays. Selon l'Organisation des Nations unies, le Japon est classé, en 2015, au 10e rang des nations — au même rang que le Mexique —, quant au nombre d'habitants, et au 9e rang pour la densité de population (340 hab./km2). Le recensement de 2020 fait passer le Japon au 11e rang, derrière le Mexique.

## Nuptialité
En 2005, parmi les Japonais de plus de 15 ans 60,8 % des hommes et 57,0 % des femmes étaient mariés. Selon l'article 750 du Code civil de 1947, les époux doivent choisir un nom de famille commun  celui du mari ou de la femme ; en pratique, celui de l'homme est choisi quasi systématiquement (97,5 % en 1993). Le taux de premier mariage est en baisse auprès des nouvelles générations, et ce depuis les années 1970 :
|        | 25 à 29 ans   | 30 à 34 ans   | 35 à 39 ans   |
| ------ | ------------- | ------------- | ------------- |
| Hommes | 71,4 % (+2,1) | 47,1 % (+4,2) | 30,0 % (+4,3) |
| Femmes | 59,0 % (+5,0) | 32,0 % (+5,4) | 18,4 % (+4,6) |

Cette baisse des mariages explique en partie la baisse de la natalité, d'autant plus que de nombreux trentenaires célibataires continuent de vivre chez leurs parents : 70 % en 2005.
Le nombre de mariages en 2016 a été évalué à 621 000, une baisse d’environ 9 000 par rapport à 2015. C'est le chiffre le plus bas depuis la fin de la Seconde Guerre mondiale, avec uniquement dix individus mariés (cinq mariages) pour 1 000 habitants.

## Natalité

Taux de natalité et de mortalité au Japon depuis 1900 (le creux des naissances en 1966 est dû à la croyance dans l'astrologie chinoise que les filles nées l'année du cheval de feu tueront leurs maris).

Le taux de fécondité est très bas au Japon : 1,26 enfant par femme en 2005, 1,37 entre 2007 et 2009, 1,39 en 2010 et 1,15 en 2024, ce qui explique la part considérable de la population constituée par les personnes âgées,. L'État encourage la natalité en offrant 5 000 yens (environ 40  euros) par mois et par enfant jusqu'à l'âge de 3 ans (cette somme est allouée via la mairie d'arrondissement du lieu de résidence). En 2003, les aides représentaient 1,1 % du PIB japonais.
Le nombre estimé de naissances pour 2016 est de 981 000, un chiffre en dessous du million pour la première fois depuis 1899.
En 2007, 11 millions de Japonais ont plus de 75 ans, ce qui pose avec acuité la question du financement des retraites. Face à ce défi, le gouvernement a décidé d'élever progressivement l'âge du départ à la retraite de 60 à 65 ans. L'espérance de vie est l'une des plus élevées au monde, ce qui témoigne d'un haut niveau de développement. En 2009, le nombre de centenaires au Japon a dépassé les 40 000, dont 35 000 femmes, selon les données nationales. En 2010, il atteint les 44 449 ; il ne cesse d'augmenter depuis 1963.
Le Japon n'est pas le seul pays riche d'Asie dans ce cas, puisqu'on compte 1,60 enfant par femme en Chine, 1,2 à Singapour, 1,1 pour la Corée du Sud et 1,03 à Taïwan. Le Japon est le pays de l'OCDE dans lequel le taux de femmes de 50 ans sans enfant est le plus élevé (avec 28,3 % pour les femmes nées en 1975),.
50 % des Japonais ne seraient pas intéressés par le sexe, et 25 % des 25-29 ans trouveraient cette pratique ennuyeuse, ceci pourrait en partie expliquer le faible taux de fécondité. En outre une étude montre qu'en 2010, 36,2 % de la population âgée entre 18 et 34 ans n'avait jamais eu de relation sexuelle ; chez les hommes entre 20 et 24 ans cette proportion atteint 40,5 %.
En 2024, le nombre de naissances atteint 686 061, en baisse de 6 %.

### Influence des croyances
En 1966, l'indicateur conjoncturel de fécondité a fortement chuté par rapport aux années précédentes, s'établissant à 1,6 enfant par femme. Le nombre de naissances fut 25 % plus bas que l'année précédente, avant une augmentation de 42 % l'année suivante. Ce creux dans la natalité au Japon est le fruit d’une croyance populaire : 1966 était une année placée sous les deux signes astrologiques chinois « cheval » et « feu », et « la tradition nippone énonce que les filles nées sous ce signe seraient victimes d’une malédiction qui les pousserait à détruire leur futur mari. De nombreux couples décident alors de ne pas avoir d'enfant cette année par crainte que leur future fille ne trouve pas de mari ». L'année suivante, les naissances sont revenues à un niveau comparable à avant 1966. La même chose s'était déjà produite en 1846 et en 1906, également années « cheval » et « feu », la prochaine année de ce type sera en 2026.

## Mortalité
Les Japonais ont une espérance de vie parmi les plus élevées, en particulier les femmes qui ont la plus longue espérance de vie au monde depuis 1985.
En 2016, le nombre de décès est estimé à 1 296 000, le chiffre le plus élevé depuis la fin de la Seconde Guerre mondiale. Ceci se solde par une diminution générale de la population de 315 000 personnes, un déclin démographique qui s'accélère.
Le Japon a l'un des plus forts taux de suicide au monde : 26 pour 100 000 habitants, soit 33 093 personnes en 2007, 32 249 en 2008, 32 845 en 2009, 30 513 en 2011 (- 3,7 %), et seulement 27 766 en 2012 (- 9,0 %). Bien que l'idée que le Japon soit le pays où l'on se suicide le plus soit répandue et assez tenace, c'est en réalité loin d'être le cas. Ainsi en 2006, le taux de suicide japonais était de 23,6 sur 100 000 habitants et largement devancé par des pays d'Europe de l'Est, comme la Lituanie (38,8) et la Russie (32,3) par exemple. Le Japon était alors au 8e rang mondial.
Selon les chiffres de la police nationale, trois quarts des suicidés en 2007 étaient des hommes, et 60 % étaient sans emploi, alors que le taux de suicide des seniors était en forte augmentation. Selon le gouvernement, seuls 81 suicides en 2007 étaient dus au surmenage ou au stress (karō-jisatsu), qui entrainent plus généralement le karōshi, mort naturelle par sur-travail. Cependant, la police nationale a comptabilisé en 2007 2 200 suicides provoqués par des problèmes au travail. En 2009, 6 949 personnes se sont suicidées à la suite d'une dépression (21 %), 1 731 à la suite de difficultés de la vie quotidienne (5 %) et 1 071 à cause de la perte de leur travail (3 %) .
Dans l'ordre décroissant, les mois de mars, avril et mai sont ceux où l'on se suicide le plus, ceci étant vraisemblablement dû au fait que l'exercice fiscal se clôture traditionnellement le 31 mars au Japon. En 2009, on a surtout recensé des suicides de travailleurs en mars, de femmes au foyer en avril/mai et de chômeurs en mai/juin. Peu de suicides ont lieu le week-end, le maximum étant atteint le lundi.
En 2008, une étude du gouvernement japonais a révélé que près d'un Japonais sur cinq a sérieusement pensé à se suicider à un moment dans sa vie. En 2010, une nouvelle étude indique que les suicides au Japon coûteraient à l'économie près de 2 700 milliards de yens par an, soit 25,3 milliards d'euros.
Certains lieux sont réputés pour les nombreux suicides qui s'y produisent, tels que la forêt d'Aokigahara dans la préfecture de Yamanashi près de Tokyo, la falaise de Tōjinbō (東尋坊) dans la préfecture de Fukui, le barrage d'Amagase (天ヶ瀬ダム, Amagase-damu) à Uji, la falaise Sandanbeki (三段壁) dans la préfecture de Wakayama, le cap Ashizuri à Tosashimizu, les chutes de Kegon à Nikkō, ainsi que la ligne Chūō à Tokyo.

## Migration et composition culturelle
De 1975 à 2015, les recensements quinquennaux mettent en lumière un accroissement de la population étrangère présente sur le sol nippon, passant de 642 000 résidents (0,58 % de la population totale) à 1 752 000 (1,4 % de la population totale),.
Le Japon comptait 2 190 000 étrangers à la fin 2009. Les Chinois représentent le groupe le plus important (30 %), avec 680 000 personnes, suivi des Coréens (578 000), Brésiliens (267 000), Philippins (212 000) et Péruviens (57 000).
En 2009, 1 132 000 Japonais vivaient à l'étranger contre 1 117 000 en 2008, avec dans l'ordre 384 000 aux États-Unis, 127 000 en Chine (hors Taïwan), 71 000 en Australie, 60 000 au Brésil, et 59 000 au Royaume-Uni.
La petite minorité indigène des Aïnous d'Hokkaidō a une certaine unicité génétique.
Il existe en outre de grandes disparités linguistiques au sein de la société japonaise, avec un nombre élevé de dialectes, voire d'autres langues dans le cas par exemple des Aïnous ou des habitants des îles Ryūkyū (qui n'ont été annexées à l'État japonais que tardivement), ce qui s'explique par le nombre élevé d'îles que compte l'archipel.
En 2008, 37 000 Japonais se sont mariés à des étrangers, huit fois plus que quarante ans auparavant ; la même année, 19 000 ont divorcé. Il y aurait 10 000 naissances d'enfants binationaux par an au Japon.

## Autres indicateurs sociaux
Selon les chiffres du ministère de l'Éducation, de la Culture, des Sports, des Sciences et de la Technologie, le pays comptait 15 759 sans domicile fixe en janvier 2009, en déclin régulier depuis 2003 (25 296 alors)[réf. nécessaire]. 4 302 se trouvaient à Osaka, contre 3 428 à Tokyo.
En 2004, selon l'OCDE, le Japon avait le quatrième taux de pauvreté le plus élevé de ses trente pays membres, après le Mexique, la Turquie et les États-Unis. Le gouvernement japonais estimait qu'en 2006, 15,7 % des Japonais disposaient de moins de la moitié du revenu médian annuel de l'époque, soit moins de 1,14 million de yens (8 500 euros).

### Maladies présentes au Japon
- Encéphalite japonaise